# Liste des personnalités liées à Jean-Jacques Rousseau
La Liste des personnalités liées à Jean-Jacques Rousseau est une approche complémentaire de la biographie de Jean-Jacques Rousseau, évitant de surcharger l'article principal. Jean-Jacques Rousseau a croisé de nombreux personnages plus ou moins célèbres. Les personnalités recensées sont contemporaines du philosophe-écrivain. Elles ne sont incluses dans cette liste que dans la mesure où leur relation directe ou épistolaire apporte un éclairage particulier à la vie et l'œuvre de Rousseau.
Sont donc exclus les prédécesseurs dont les œuvres auraient pu inspirer Rousseau (ce dernier ayant beaucoup lu) et les multiples commentateurs postérieurs à sa mort.
Voir : 
- Article principal : Jean-Jacques Rousseau
- Chronologie de la vie de Jean-Jacques Rousseau

## A
- D'Alembert, (1717-1783) coresponsable de la rédaction de l'Encyclopédie, est présenté en 1749 à Jean-Jacques Rousseau par Diderot, lequel lui a confié la rédaction des articles sur la musique. En 1758, les Encyclopédistes ont déjà pris leurs distances avec Rousseau. C'est le moment où celui-ci décide de répondre par sa lettre à M. d'Alembert sur les spectacles à l'article sur Genève paru dans l'Encyclopédie. Les deux hommes sont opposés, le théâtre est immoral pour Rousseau, il reste utile pour D'Alembert, qui réplique courtoisement l'année suivante par une Lettre de M. D'Alembert à M. J.-J. Rousseau. La rupture survient rapidement du fait du caractère soupçonneux de Rousseau qui prête à son ancien ami la paternité d'une fausse lettre attribuée au roi de Prusse. D'Alembert de son côté, proche de Voltaire, finit par traiter Rousseau de fou.
- Claude Anet (1706-1734), neveu du jardinier de Madame de Warens à Vevey, la suit à Annecy. Il est dans la place comme homme de confiance à l'arrivée de Jean-Jacques. Il transmet à ce dernier sa passion pour la botanique. Il est devenu l'amant de Madame de Warens bien avant Rousseau. Les deux jeunes hommes se partagent les faveurs de leur maîtresse jusqu'à la mort de Claude, d'une pneumonie.
- Monsieur d'Aubonne est un ami de Madame de Warens ; cette dernière le charge d'évaluer les capacités de Jean-Jacques qui a alors 17 ans. Il trouve l'adolescent ignorant et borné[1], ce qui amène la baronne à faire entrer Jean-Jacques au séminaire d'Annecy.

## B
- Christophe de Beaumont (1703-1781) est archevêque de Paris lorsqu'il publie en 1762 une lettre en forme de mandement dans laquelle il condamne les propositions religieuses de l'Émile. Rousseau réplique en janvier 1763 par sa Lettre à M. de Beaumont, où il soutient que la liberté de discussion dans les questions religieuses est plus conforme à la religion que la tentative d'imposer une croyance par la force[2].
- Famille Bernard
  - Suzanne, mère de Rousseau
  - Gabriel, frère de Suzanne est marié à Théodora, la tante de Rousseau ; il est à double titre l'oncle de Jean-Jacques, il en devient le tuteur après l'exil du père en 1722.
  - Abraham, fils de Gabriel et cousin de Jean-Jacques est le condisciple de celui-ci pendant les deux années passées en pension chez les Lambercier.
- Bernardin de Saint-Pierre (1737-1814) fréquente Rousseau à partir de juillet 1771. Les deux hommes partagent l'amour de la nature et un certain ressentiment contre l'humanité. Au cours de longues promenades, Rousseau lui confie certaines anecdotes que Bernardin publie dans ses mémoires.
- Charles Bonnet (1720-1793) est un philosophe et naturaliste genevois. Il fait partie du Conseil des Deux-Cents et critique Rousseau pour son discours sur l'inégalité. Il est un adversaire irréductible de Jean-Jacques lors de son exil en Suisse.
- Charles Borde (1711-1781) est un écrivain lyonnais que Rousseau rencontre à Lyon en 1740 avant de se rendre à Paris. Borde lui donne quelques conseils amicaux pour son installation. Imprégné des idées de Thomas Hobbes, il s'oppose à celles de Rousseau sur le contractualisme. Les deux Discours, la Nouvelle Héloïse et l'Émile sont autant de prétextes à des échanges passionnés entre les deux hommes.
- James Boswell (1740-1795) est un écrivain écossais. Il rencontre Jean-Jacques à Môtiers. Thérèse Levasseur devant rejoindre Rousseau parti en Angleterre, Boswell se charge de l'accompagner depuis Neuchâtel et devient son amant au cours du voyage[3].
- Jean-Louis de Boubers, éditeur bruxellois, le premier à réaliser l'édition complète des œuvres de Rousseau en 1774, sans l'accord de ce dernier.
- La Comtesse de Boufflers (1724-1800), est la maîtresse du Prince de Conti et la belle-sœur de la maréchale de Luxembourg. Elle fait partie du petit cercle de la haute noblesse que fréquente Rousseau pendant son séjour à Montmorency. Au moment de sa condamnation par le Parlement de Paris, elle suggère à Jean-Jacques de se réfugier auprès de son ami David Hume en Angleterre. Rousseau s'y résout trois ans plus tard. Leurs relations se refroidissent après la querelle Rousseau-Hume, et Jean-Jacques en vient à la considérer comme l'une de ses pires ennemis. De son côté, Marie-Charlotte ne cache pas son dégoût à la lecture des Confessions.
- Julie-Anne Boy de La Tour (1715-1780), veuve d'un négociant lyonnais, héberge Jean-Jacques pendant son séjour à Môtiers. Fidèle amie, elle correspond avec lui pendant douze ans.
- Mathieu Buttafoco (1731-1806), ami de Pascal Paoli, entre en contact avec Jean-Jacques en 1764 pour lui demander de rédiger un projet de constitution pour la Corse.

## C
- Jean-Joseph Cajot (1726-1769) écrivain français ayant critiqué l'œuvre de Rousseau et notamment l'Emile.
- Le Père Castel (1688-1757), est un des premiers contacts de Rousseau à son arrivée à Paris ; il s'oppose ensuite à lui.
- Le duc de Choiseul (1719-1785) est le principal ministre de Louis XV de 1758 à 1770, Jean-Jacques Rousseau le considère, à tort, comme l'âme du complot contre lui.
- Horace Coignet (1735-1821) est un compositeur lyonnais rencontré à Lyon en 1770. À la demande de Rousseau, il compose la musique de sa scène lyrique Pygmalion.
- François Coindet, jeune employé de banque d'origine genevoise, s'attache à Rousseau lorsque celui-ci s'installe en solitaire en 1758 à Montmorency et auquel il rend de menus services. Malgré les rebuffades régulières du grand homme, il lui garde une fidélité admirative.
- Étienne Bonnot de Condillac (1715-1780) est avec Diderot l'un des premiers amis de Rousseau. C'est à lui que Jean-Jacques remet un manuscrit des Dialogues : Rousseau juge Jean-Jacques en 1777.
- Louis François de Bourbon-Conti (1717-1776) est un mécène et l'un des protecteurs de Jean-Jacques Rousseau. Il héberge sous un faux nom le philosophe à son retour d'Angleterre pendant un an dans son Château de Trie en 1767-1768, alors que celui-ci est très isolé et perturbé par la querelle avec Hume.
- Monsieur de Conzié, marquis ou comte selon les auteurs, est un ami de Madame de Warens à qui il loue la propriété des Charmettes, près de Chambéry. Conzié continue à correspondre avec Rousseau après la mort de la baronne.
- Olivier de Corancez (1734-1810), est un journaliste. Il fréquente le Rousseau des dernières années et collabore avec lui en 1774 à un projet d'opéra resté inachevé.
- La Marquise de Créqui (1704-1803), entretient une longue correspondance de 25 ans avec Rousseau jusqu'à leur rupture en 1770 pour des motifs futiles de part et d'autre. Elle encourage Jean-Jacques à donner une suite à l'Émile : Émile et Sophie, les solitaires restée inachevée.

## D
- Richard Davenport est un riche propriétaire anglais qui héberge Jean-Jacques Rousseau pendant son séjour en Angleterre dans sa résidence de Wootton Hall, Staffordshire, du 22 mars 1766 au 1er mai 1767.
- Madeleine Delessert (1747-1816) est la fille de Madame Boy de La Tour. Amie fidèle, Rousseau lui dédicace ses Lettres sur la botanique.
- Alexandre Deleyre (1726-1796), collabore à l'Encyclopédie et se lie avec Rousseau dont il devient un ardent disciple.
- Jacques-François Deluc (1698-1784), horloger à Genève, est membre du Conseil des Deux-Cents et chef du parti des Représentants ; c'est un partisan de Jean-Jacques Rousseau.
- Denis Diderot (1713-1784), rencontre Rousseau à la fin de 1742. Il s'établit une forte amitié entre les deux jeunes hommes totalement inconnus à l'époque. C'est sur la route qui le conduit en visite à Diderot enfermé au château de Vincennes en 1749 que Jean-Jacques a la fameuse illumination qui lui inspirera le Discours sur les sciences et les arts. Mais, peu à peu, les idées des deux hommes divergent notamment sur la question de la valeur de l'homme dans la société. Dans Le Fils naturel, Diderot écrit en 1757 : « l'homme de bien est dans la société, et il n'y a que le méchant qui soit seul ». Rousseau se sent attaqué et s'en offusque. Dans la première version du Contrat social, mise au point en 1760, dite « Manuscrit de Genève », Rousseau introduit une réfutation de l'article « Droit naturel » de l'Encyclopédie, dans le chapitre « La Société générale du genre humain », qu'il supprime dans la version définitive de 1762[4]. Il y a ensuite une rupture définitive. Ils conçoivent tous les deux une grande amertume de cette rupture mais, contrairement aux amitiés brisées avec les autres encyclopédistes, ils évitent tous deux les affrontements directs.
- Nicolas-Bonaventure Duchesne (1711-1765), est le libraire-éditeur parisien de Jean-Jacques Rousseau (actuellement Éditions Stock).
- Charles Pinot Duclos (1704-1772), est un écrivain rencontré chez Madame d'Épinay, il reste un des plus fidèles amis de Rousseau.
- Abel Ducommun, jeune maître graveur, prend en apprentissage le jeune Rousseau en avril 1725. Jean-Jacques subit les coups et les rebuffades d'un maître trop autoritaire pendant trois ans avant de fuir l'atelier en mars 1728.
- Pierre-Alexandre Du Peyrou (1729-1794), notable de Neuchâtel, est un des plus fidèles défenseurs de Rousseau dont il est l'exécuteur testamentaire.
- Louise-Marie-Madeleine Dupin (1706-1799), est l'épouse du fermier général Claude Dupin. Jean-Jacques essaye de séduire la dame qui accueille ses avances avec froideur.  Elle lui pardonne et emploie Rousseau comme secrétaire de 1745 à 1751. Il tient aussi le rôle de gouverneur du fils du couple, Dupin de Chenonceaux. Madame Dupin tient une cour brillante dans son château de Chenonceau, ce qui permet à Jean-Jacques d'élargir le cercle de ses connaissances. Il quitte cet emploi après avoir rédigé son Discours sur les sciences et les arts pour se rendre indépendant, mais conserve des relations amicales avec Madame Dupin.

## E/F
- Jacqueline Faramand (1696-1777), est la nourrice de Jean-Jacques qui l’élève en même temps que sa tante Suzon. Il l'appelle affectueusement Mie Jacqueline. Elle épouse en 1733 un teinturier, Jacques Danet.
- Louise-Florence d'Épinay (1726-1783). C'est son amant, Dupin de Francueil, qui lui présente Rousseau, lequel devient son ami et qu'elle appelle affectueusement mon ours. Jean-Jacques lui présente à son tour le baron Grimm dont elle fait son nouvel amant. Après son retour de Genève où il s'est reconverti au protestantisme, elle met à sa disposition la petite maison de l'Ermitage que Rousseau habite en 1756-1757. Elle apprécie très peu l'aventure sentimentale restée platonique de son protégé avec sa belle-sœur Sophie d'Houdetot. Elle rompt avec Jean-Jacques et lui demande de libérer l'Ermitage.
- François d'Escherny (1733-1815), philosophe suisse, est un ami de Rousseau.
- Marie Fel (1713-1794), cantatrice, est la créatrice en 1752 du rôle de Colette dans Le Devin du village.
- Samuel Formey (1711-1797) est un théologien protestant, adversaire de Rousseau contre lequel il écrit plusieurs livres critiques : L'esprit de Julie, L'Anti-Émile et Émile Chrétien.
- Dupin de Francueil (1716-1780) est le beau-fils de Madame Dupin qui emploie Rousseau comme secrétaire. Rousseau collabore avec lui à un ouvrage de vulgarisation scientifique qui reste inachevé. C'est lui qui présente à Rousseau Mme d'Épinay , alors sa maîtresse.
- Élie Fréron (1718-1776), est un critique littéraire, créateur de L'Année littéraire. Il y combat les philosophes et surtout Voltaire. Il y critique également les idées de Rousseau contenues dans les deux Discours, la Nouvelle Héloïse ou la Lettre à D'Alembert, même s'il se montre plus bienveillant pour l'éloquence de la vertu. Il est aussi opposé à Jean-Jacques dans la querelle des Bouffons.

## G
- Jean-Claude Gaime, est un abbé rencontré à Turin chez Madamede Vercellis. Il est pour Jean-Jacques une sorte de directeur de conscience, mettant de l'ordre dans ses lectures et lui inculquant plus de morale dans sa conduite que de théologie. Rousseau en fait plus tard un de ses modèles pour La profession de foi du vicaire savoyard.
- Mlle Galley, jeune fille rencontrée, avec Mlle de Graffenried, en 1730 lors d'une promenade dans les environs d'Annecy, connue sous le nom d'« idylle des cerises ».
- Jean-Vincent Gauffecourt (1791-1766), est le secrétaire du Résident français à Genève. Rousseau lui conserve une amitié sincère jusqu'à sa mort malgré son attitude trop galante vis-à-vis de Thérèse Levasseur.
- Le Marquis René-Louis de Girardin (1735-1808) est un adepte des idées de Rousseau ; il lui propose de l'héberger dans sa propriété d'Ermenonville. Rousseau y vit ses derniers jours, du 20 mai 1778 à sa mort le 2 juillet suivant.
- Christoph Willibald Gluck (1714-1787) est un grand compositeur d'opéra. Il apprécie le Devin du village et donne à Rousseau des travaux de copiste en musique, en mars 1774. De son côté Rousseau exprime son admiration pour l'œuvre du compositeur[5].
- Ottavio Francesco de Solaro, comte de Gouvon est un gentilhomme turinois qui prend Rousseau à son service comme valet-secrétaire pendant six mois lors du séjour de ce dernier à Turin en 1729.
- Mlle de Graffenried, jeune fille rencontrée, avec Mlle Galley, en 1730 lors d'une promenade dans les environs d'Annecy, connue sous le nom d'« idylle des cerises ».
- Françoise de Graffigny (1695-1758) est une femme de lettres, dont Rousseau fréquente le salon littéraire. Comme celles de Jean-Jacques, ses œuvres sont baignées de sensibilité.
- Le Baron de Grimm (1723-1807) est un proche de Rousseau dont il partage la position dans la querelle des Bouffons en tant que critique musical. C'est Jean-Jacques qui l'introduit dans le cercle de Madame d'Épinay dont il devient l'amant. Le baron se range auprès de cette dernière lors de la rupture intervenue à la fin 1767 et devient un des ennemis les plus féroces de Rousseau.

## H à K
- Le Baron d'Holbach (1723-1789), philosophe athée, tient à Paris de célèbres dîners littéraires auxquels Rousseau participe. Malgré des idées opposées sur la religion, les deux hommes se respectent. C'est surtout l'influence du baron Grimm qui fait basculer d'Holbach dans la coterie des adversaires de Rousseau.
- Sophie Lalive de Bellegarde, comtesse d'Houdetot (1730-1813) est la belle-sœur de Madame d'Épinay et la maîtresse de Saint-Lambert, tous deux amis de Rousseau. Alors qu'il écrit en 1757 la Nouvelle Héloïse, Jean-Jacques identifie son héroïne Julie à la comtesse et en tombe amoureux fou. Il n'est pas payé en retour et Sophie s'éloigne de lui après une année de relations platoniques. Cette aventure sentimentale est la cause de son départ de l'Ermitage, exigé par Madame d'Épinay.
- David Hume (1711-1776), philosophe écossais, accompagne Rousseau en janvier 1766 en Angleterre et l'introduit auprès de la bonne société, mais les deux hommes se brouillent rapidement et la querelle défraie la chronique dans toute l'Europe éclairée[6].
- François-Henri d'Ivernois, est un citoyen genevois qui soutient Rousseau lors de ses démêlés avec le Petit Conseil de Genève qui a condamné les ouvrages récents du philosophe : l'Émile et le Contrat Social.
- Pierre de Jélyotte (1713-1797), chanteur d'opéra, est le créateur en 1752 du rôle de Colin dans Le Devin du village.
- George Keith (1693-1778), est gouverneur de la principauté de Neuchâtel en 1762 lorsque Jean-Jacques s'y réfugie après avoir été condamné par le Parlement de Paris. D'accord avec son maître Frédéric II, il protège l'écrivain et devient son ami. Il est également l'ami de David Hume, et se tient à l'écart de la brouille Rousseau-Hume en 1766.

## L
- Frédéric-César de la Harpe (1754-1738) est un jeune chroniqueur au Mercure de France lors des dernières années de Rousseau. Il se montre hostile à l'écrivain.
- Jean-Jacques Lambercier, est pasteur à Bossey lorsque Gabriel Bernard lui confie en pension Jean-Jacques et son cousin Abraham Bernard. Les deux enfants y séjournent deux années en 1722-1724. Dans ses Confessions, Jean-Jacques avoue que c'est une fessée de Gabrielle, la sœur du pasteur, qui lui donne l'intuition de sa sexualité particulière et sa tendance au masochisme[7].
- Alexandre-Jean-Joseph La Pouplinière (1693-1762) est un fermier général ; c'est chez lui que sont jouées les Muses galantes de Rousseau à la demande du duc de Richelieu. Sa femme, maîtresse de Richelieu et admiratrice de Rameau, s'oppose à une collaboration plus soutenue.
- Madame de Larnage, née Suzanne-Françoise du Saulzey, est une femme de 45 ans, ayant eu dix enfants, qui rencontre Jean-Jacques pendant le voyage qu'il fait de Grenoble à Montpellier pour consulter un spécialiste médical. Il s'ensuit une brève liaison et Rousseau dans ses Confessions dit avoir connu le plaisir pour la première fois dans les bras de la voyageuse.
- Marie-Anne de La Tour de Franqueville (1730-1789) est une jeune femme romantique de petite noblesse. Elle s'identifie à la Julie de la Nouvelle Héloïse lors de la parution du roman et engage une correspondance avec Jean-Jacques jusqu'en 1776. À la mort de ce dernier, elle fait paraître un article dans l'Année littéraire ayant pour titre Jean-Jacques Rousseau vengé par son amie.
- Marc Antoine Louis Claret de La Tourrette (1729-1793), est un botaniste de renom avec lequel Jean-Jacques Rousseau herborise dans la Chartreuse.
- Achille Lebègue de Presle, est le médecin qui assiste Jean-jacques duant ses dernières années ; il est témoin des derniers moments de Rousseau et est présent à son autopsie.
- Jean Le Blond est consul de France à Venise lors du séjour de Rousseau dans cette ville. Il apporte son soutien à Rousseau qui, comme lui, n'apprécie pas l'ambassadeur.
- Monsieur Le Maître est le  maître de musique à la Chapelle de la cathédrale d'Annecy auprès duquel Rousseau est placé en 1729. Quelques mois plus tard, ils décident tous deux d'une escapade vers Lyon en emportant la caisse de musique. Le Maître est abandonné par son compagnon en pleine crise d'épilepsie.
- Toussaint-Pierre Lenieps (1697-1774) est un adversaire du gouvernement aristocratique de Genève, banni de sa patrie. Il soutient Rousseau dans sa lutte contre le Petit Conseil.
- Thérèse Levasseur (1721-1801) est la lingère de l'hôtel Saint-Quentin où réside Rousseau qui en fait sa compagne. Le couple a 5 enfants de 1747 à 1755, tous abandonnés aux Enfants-Trouvés. Malgré son inculture, elle semble avoir eu une grande influence sur Rousseau. À la mort de Jean-Jacques, elle épouse un garde-chasse. La mère de Thérèse vit longtemps avec le couple aux crochets de Jean-Jacques.
- Alexandre-Jérôme Loiseau de Mauléon (1728-1771) est un avocat que Rousseau fréquente lorsqu'il habite à l'Ermitage et à Montmorency, et qui lui parle « d'un ton mystérieux » de la parution du Contrat social.
- Le Duc de Luxembourg (1702-1764) et sa seconde épouse, Madeleine Angélique de Neufville de Villeroy (1707-1787) (belle-sœur de la Comtesse de Boufflers) passe les belles saisons dans leur Château de Montmonrency. Après la rupture avec Madame d'Épinay, Rousseau qui est installé à Mont-Louis, est leur voisin. Il entretient une relation amicale avec le couple d'aristocrates leur faisant la lecture de ses manuscrits, La Nouvelle Héloïse et l'Émile, et leur avouant l'abandon de ses enfants. La maréchale fait même faire des recherches (vaines) auprès de l'Hôpital des Enfants-Trouvés. Lorsque Rousseau est menacé de saisie de corps, le maréchal facilite sa fuite en Suisse, en 1762. Devenue veuve, la maréchale prend ses distances après la querelle Rousseau-Hume.

## M
- Jean Bonnot de Mably (1696-1761), prévôt général à Lyon, est le frère aîné de Gabriel Bonnot de Mably et d'Étienne Bonnot de Condillac. Il emploie en 1740 Jean-Jacques comme précepteur de deux de ses fils âgés de 5 et 6 ans. Rousseau rédige à l'intention de son employeur un Mémoire présenté à M. de Mably sur l'éducation de monsieur son fils. Mais il se révèle piètre patricien et le contrat est rompu à l'amiable au bout d'un an.
- Malesherbes (1721-1794), est un ami de Rousseau avec lequel il échange une importante correspondance. Sa charge de Directeur de la Librairie  lui permet d'apporter une aide précieuse à l'édition parisienne de l'Émile, n'hésitant pas à prendre quelques risques pour lui-même. Il doit d'ailleurs abandonner la Librairie en 1763 lorsque le Parlement condamne l'ouvrage et décrète la prise de corps de l'auteur. Il partage avec Rousseau la passion de la botanique.
- Marivaux (1688-1763) est un écrivain confirmé lors de l'installation de Rousseau à Paris. Il accepte d'apporter quelques corrections à la pièce Narcisse écrite par Jean-Jacques.
- Jean-François Marmontel (1723-1799), est un philosophe, encyclopédiste, opposé à Jean-Jacques Rousseau. Il écrit des réfutations notamment sur la Lettre à D'Alembert et la Nouvelle Héloïse.
- Louis-Sébastien Mercier (1740-1814) est un ardent défenseur de Rousseau dont il édite les œuvres complètes. Admirateur de la Nouvelle Héloïse, il écrit une Dernière lettre du roman de Julie. En dépit de l'évidence, il conteste la véracité de l'abandon des enfants de l'écrivain et de Thérèse Levasseur.
- Pierre-François, comte de Montaigu, ambassadeur de France à Venise, prend Rousseau à son service comme secrétaire en septembre 1743. Ce dernier lui rend de grand service par sa maîtrise de l'italien. C'est à Venise que Jean-Jacques se prend de passion pour la musique italienne, ce qui explique sa position lors de la querelle des Bouffons. Les rapports entre les deux hommes se dégradent et Rousseau abandonne l'ambassade en septembre 1744 avant que Montaigu ne songe à le renvoyer.
- Frédéric-Guillaume de Montmollin (1709-1783) est le pasteur de Môtiers où s'est réfugié Rousseau en 1762. Il accueille favorablement l'exilé, espérant l'amener à se rétracter. N'obtenant rien, il tente vainement de le faire excommunier par le Consistoire, puis rameute la population de Môtiers, amenant Rousseau à quitter volontairement la ville.
- L’Abbé Morellet (1727-1819), est embastillé pour avoir écrit un pamphlet contre Palissot. Rousseau serait intervenu auprès de la duchesse de Luxembourg pour le faire élargir, ce qui ne l'empêche pas de verser dans le camp des ennemis de Jean-Jacques.
- Paul Moultou (1731-1797) est un pasteur genevois, ami de Rousseau, qui lui confie un manuscrit de ses Confessions.

## N à P
- Charles Palissot de Montenoy (1730-1814) est un auteur dramatique opposé au parti des Philosophes. Il est célèbre pour sa pièce Le Cercle ou les Originaux où il fait intervenir un philosophe marchant à quatre pattes et broutant de la salade, rappel de la plaisanterie notoire de Voltaire aux dépens de Rousseau[8].
- Jean Perdriau, est un pasteur genevois qui, contrairement à la plupart de ses confrères, reste un ami durable de Rousseau.
- La Marquise de Pompadour (1721-1764) assiste avec le roi Louis XV à la création de l'opéra de Rousseau Le Devin du village. Elle apprécie l'œuvre au point de tenir ultérieurement le rôle de Colette à l'occasion d'une représentation privée.
- Benoît de Pontverre, est le curé de Confignon chez qui Rousseau se réfugie après avoir fui l'atelier de gravure de Ducommun. Le curé l'envoie à Annecy chez Madame de Warens avec une lettre de recommandation.

## Q/R
- Quentin de La Tour, est le peintre français qui réalise le portrait de Jean-Jacques Rousseau en 1753.
- Jeanne-Françoise Quinault (1699-1783), est une ancienne actrice qui tient le salon du bout du banc fréquenté par les philosophes. Rousseau y rencontre Saint-Lambert.
- Jean-Philippe Rameau (1683-1764) est le compositeur officiel de la Cour. Les premiers contacts avec Rousseau sont froids. Rameau n'apprécie pas la participation de Jean-Jacques à la reprise de La Princesse de Navarre dont il est le compositeur et Voltaire le librettiste, ni certaines critiques des articles sur la musique que Rousseau écrit pour l'Encyclopédie à la demande de Diderot. L'antipathie entre les deux hommes atteint son maximum à l'occasion de la querelle des Bouffons.
- Allan Ramsay, peintre anglais, réalise le portrait de Jean-Jacques Rousseau en 1766, à Londres, en tenue d'arménien.
- Abbé Raynal (1713-1796), est le directeur du Mercure de France ami et partisan de Rousseau. Jean-Jacques lui rend hommage dans les Confessions.
- Marc-Michel Rey (1720-1780), est l'éditeur des œuvres de Rousseau à Amsterdam.
- Le Duc de Richelieu (1715-1788), mécène, ami de Voltaire, fait jouer en privé chez sa maîtresse, Madame de La Pouplinière, les Muses galantes de Rousseau.
- Daniël Roguin (1691-1771), est un ami fidèle de Rousseau qu'il rencontre dès 1742 à Paris. Il accueille Jean-Jacques en exil à Yverdon lorsque ce dernier est condamné par le Parlement de Paris.
- Famille Rousseau
  - Isaac, le père, élève ses deux enfants avec l'aide de sa sœur Suzanne jusqu'en 1722, date à laquelle il doit s'expatrier pour échapper à la justice à la suite d'une mauvaise querelle. Il confie ses fils à son beau-frère Gabriel Bernard qui en devient le tuteur. Jean-Jacques a alors 10 ans. Jean-Jacques rend plusieurs fois visite à son père réfugié à Nyon où il s'est remarié.
  - Suzanne, la mère, née Bernard, meurt de fièvre puerpérale quelques jours après la naissance de Jean-Jacques.
  - François, le frère ainé, né en 1705, quitte la famille après l'exil du père, et se rend en Allemagne où l'on perd sa trace.
  - Suzanne, appelée affectueusement la tante Suzon, sert de mère substitutive à Jean-Jacques jusqu'à l'adolescence.
  - Théodora, autre tante de Jean-Jacques, est l'épouse de Gabriel Bernard, lui-même frère de Suzanne Bernard.
- Antoine-Jacques Roustan (1734-1808), est un admirateur de Rousseau quand il est jeune étudiant en théologie. Devenu pasteur il juge la Nouvelle Héloïse immorale et publie une réfutation de la Profession de foi du Vicaire savoyard, tout en conservant des relations amicales avec Rousseau.

## S
- Jean-François de Saint-Lambert (1716-1803), est l'amant de la comtesse d'Houdetot lorsque Rousseau en tombe éperdument amoureux en 1757. Pour éviter des allusions désagréables, Diderot conseille à Rousseau de faire une mise au point à Saint-Lambert. Jean-Jacques ne s'exécute pas et Saint-Lambert apprend l'histoire par Diderot. Cette affaire est à l'origine de la rupture avec ses principaux amis.
- L'Abbé de Saint-Pierre (1658-1743), est un écrivain, diplomate et académicien français, précurseur de la philosophie des Lumières. Jean-Jacques rédige en 1754-1756 un abrégé des ouvrages de cet auteur à la demande de sa protectrice, Madame Dupin. Il rédige des extraits et commentaires sur le Projet de paix perpétuelle et sur la Polysydonie, le second texte n'étant publié qu'après sa mort.
- Jean Sarasin, dit l'aîné, est un pasteur genevois qui fait partie de la Commission chargée par le Consistoire d'interroger Rousseau en 1756 en vue de sa réintégration au protestantisme. Jean Sarasin dit le jeune, fils du précédent, essaie vainement d'obtenir la rétractation de Rousseau après sa condamnation en 1762 par le Petit Conseil.

## T
- Jean-Robert Tronchin (1710-1793) est procureur général à Genève. Après la condamnation des écrits de Rousseau (L'Émile et Le Contrat Social) par le Petit Conseil, il réfute les thèses, notamment politiques, de Jean-Jacques avec ses Lettres écrites à la campagne auxquelles Rousseau répond dans ses Lettres écrites à la montagne. Tronchin défend la prééminence du Petit Conseil et l'application du droit négatif (droit de véto).
- Théodore Tronchin (1709-1781) est le cousin de Jean-Robert et un médecin genevois célèbre. Médecin de Voltaire, mais ami de Rousseau jusqu'à sa condamnation par le Petit Conseil, il devient alors un ennemi acharné du philosophe.

## U à Z
- Thérèse de Vercellis est une veuve turinoise qui prend Jean-Jacques à son service comme valet de pied pendant son séjour à Turin en 1728. C'est dans cette maison que se situe le célèbre vol de ruban que Rousseau avoue dans ses Confessions, vol pour lequel il laisse accuser une jeune cuisinière qui est renvoyée. Madame de Vercellis, atteinte d'un cancer, décède peu de temps après le départ de Rousseau.
- Jacob Vernes (1728-1791) est un pasteur genevois. Il accueille favorablement Rousseau lorsqu'il réintègre la religion protestante en 1755. Il entretient alors une correspondance avec lui, mais prend ses distances après La profession de foi du vicaire savoyard. La brouille s'amplifie lorsque Rousseau lui attribue faussement la libelle Sentiment des citoyens, alors que l'auteur en est Voltaire. Vernes s'en prend ensuite à Rousseau en répondant aux Lettres écrites de la montagne[9].
- Jacob Vernet (1698-1789) est pasteur à Céligny et théologien libéral. Il accueille favorablement Rousseau lors de sa réintégration au protestantisme genevois en 1755. Toutefois après la parution de l'Émile et du Contrat Social, il prend position contre les idées rousseauistes de la religion naturelle en produisant ses Lettres sur le christianisme de J.-J. Rousseau et Lettres critiques.
- Voltaire (1694-1778). Les deux hommes ne se sont jamais rencontrés. Le jeune Rousseau voue une admiration sans borne à Voltaire, légende vivante. Mais dès la parution des Discours sur les sciences et les arts et du Discours sur l'inégalité, le désaccord de fond s'installe entre les deux auteurs, bien que leur correspondance reste courtoise. Les relations se dégradent lorsque Rousseau dénigre le théâtre dans sa Lettre à D'Alembert. En 1760, Rousseau commence une lettre à Voltaire par un « Je ne vous aime pas, Monsieur ». Voltaire traite Rousseau de fou et réplique en révélant l'abandon des enfants de Jean-Jacques aux Enfants-Trouvés. Dès lors, ce n'est plus qu'injures et haine entre les deux philosophes qui finissent par s'ignorer les dix dernières années de leurs vies respectives (ils meurent la même année en 1778).
- Horace Walpole (1717-1797), est un écrivain anglais, auteur anonyme de la célèbre fausse lettre du roi de Prusse adressée à Rousseau et que celui-ci juge discourtoise. Elle circule à Paris à la fin de l'année 1765 juste avant le départ de Rousseau vers l'Angleterre. C'est un élément qui contribue à entretenir le délire de persécution de Jean-Jacques qui en attribue la paternité successivement à D'Alembert et David Hume.
- Françoise-Louise de Warens (1699-1762), accueille Jean-Jacques en mars 1728 (il a 16 ans) sur la recommandation de l'abbé Benoît de Pontverre. À l'exception de quelques courts séjours à Turin et Paris, Rousseau va demeurer auprès de sa protectrice, qu'il appelle Maman, jusqu'en 1740. Elle assure son éducation tant spirituelle et artistique que sentimentale. Rousseau ne l’oublie jamais, mais après son départ pour Paris n'a qu'une fois l'occasion de la revoir à Genève en 1754.
- Michal Wielhorski, comte polonais, émissaire des nobles polonais réunis au sein de la Confédération de Bar[10] à qui Rousseau remis son manuscrit sur les Considérations sur le gouvernement de Pologne
- Jean-Samuel-Rodolphe Wintzenried (1716-1772), est un des protégés de Madame de Warens et devient son amant. Rousseau a la surprise de trouver dans la place à son retour de Montpellier. Cette situation de ménage à trois incite Jean-Jacques à quitter sa maîtresse au bout d'un an.

### sur la relation Voltaire-Rousseau
- Article sur le Point.fr de Roger-Pol Droit
- Article sur l'Encyclopédie de l'Agora de Elme-Marie Caro
- Site Herodote